# Loreto utca

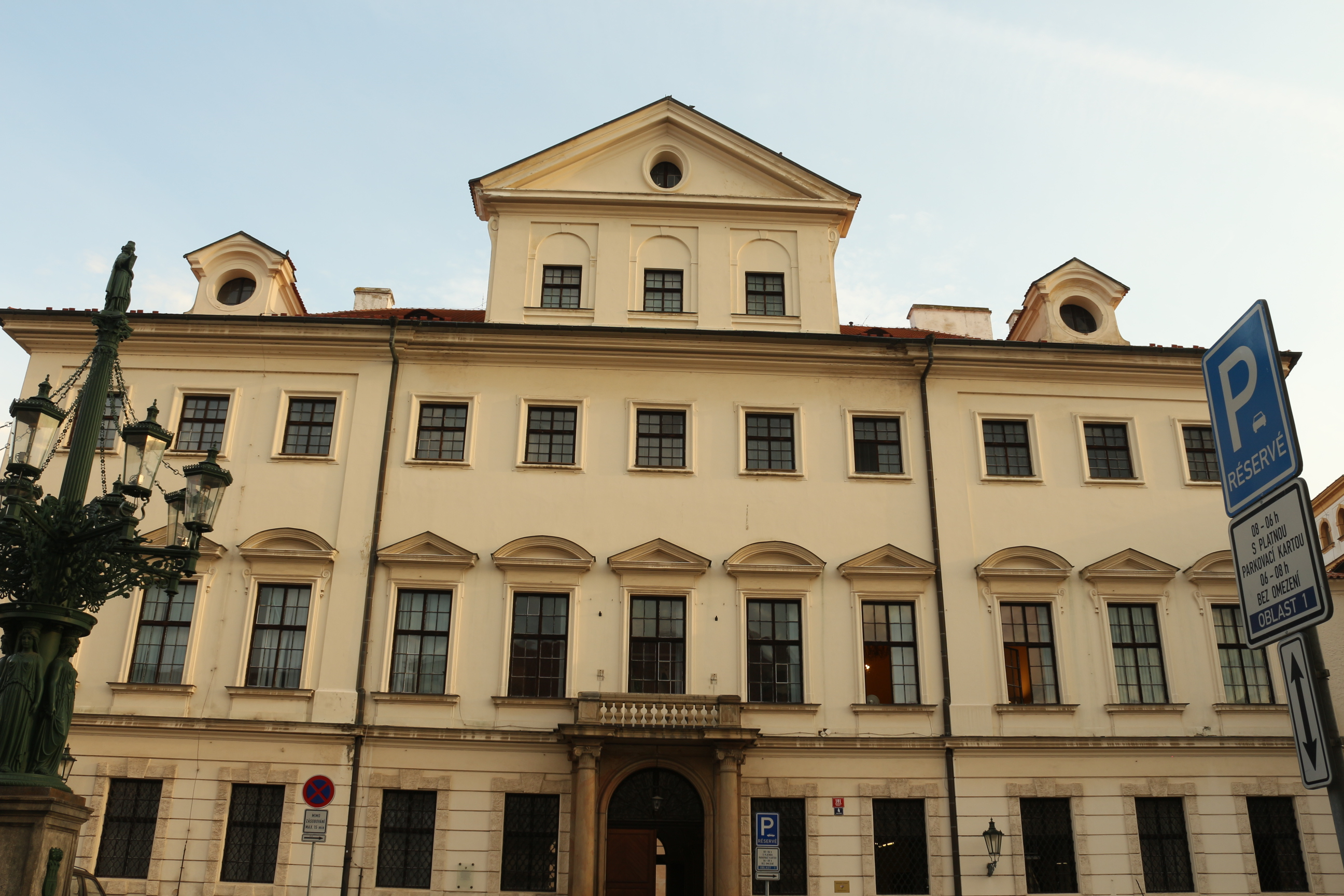
A Martinic-palota

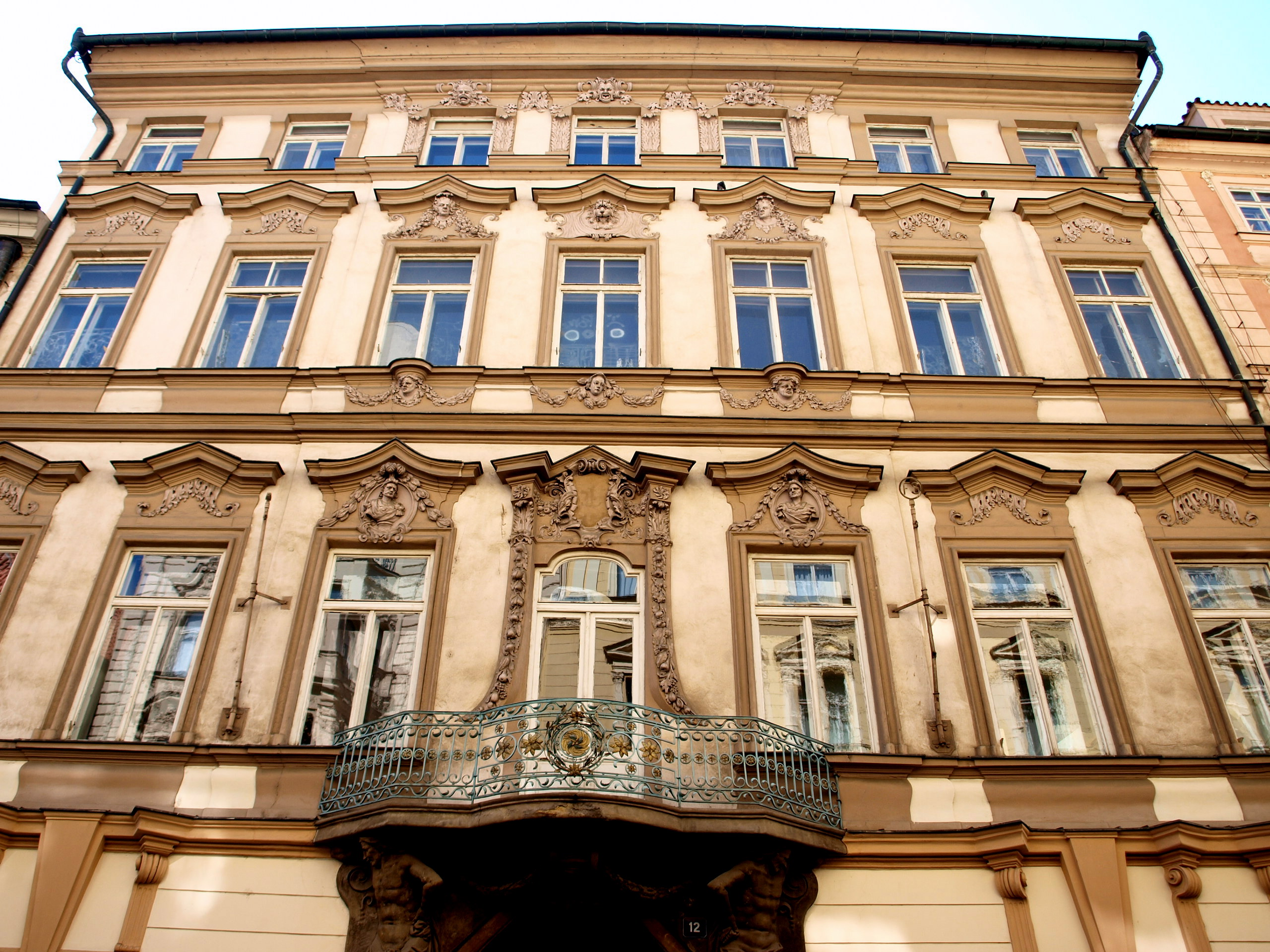
A Hrzán-palota

A Loreto utca (Loretánská ulice) Prága Hradzsin városrészében a Hradzsin teret (a Városház-lépcsőtől) köti össze a Loreto térrel és és a Pohořelec utcával, illetve térrel. Érdekes technikai látványossága az 1867-ben a gázlámpák számára felállított nyolckarú lámpaoszlop, amely máig a prágai közvilágítás része.

## Jeles épületei
- Hrzán-palota
- Dietrichstein-palota
- Martinic-palota
- Hradzsini városháza (tanácsháza)[1] — e mellől vezet le a Városház-lépcső (Radnické schody) a Neruda utca és az Úvoz sarkához.

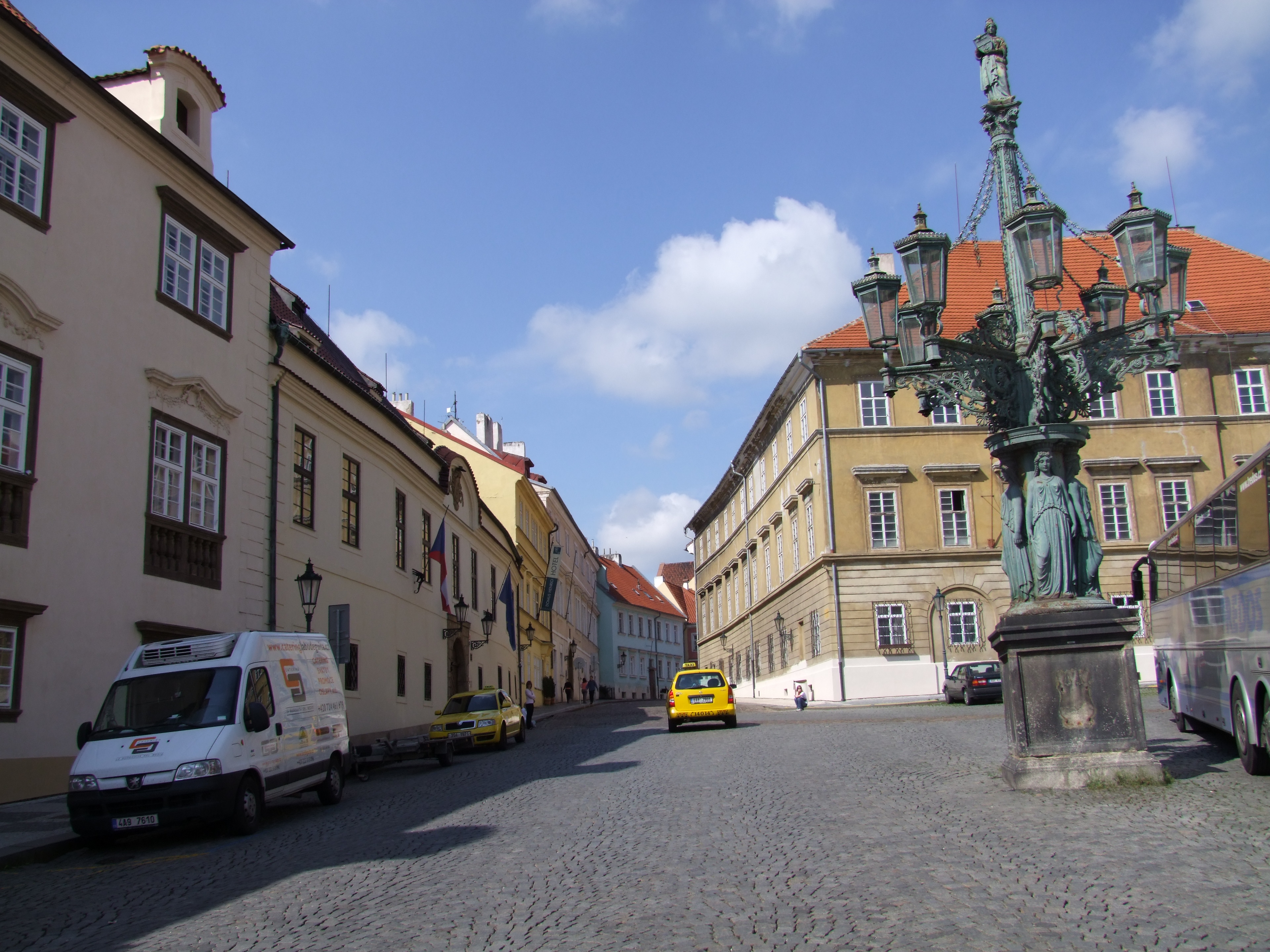
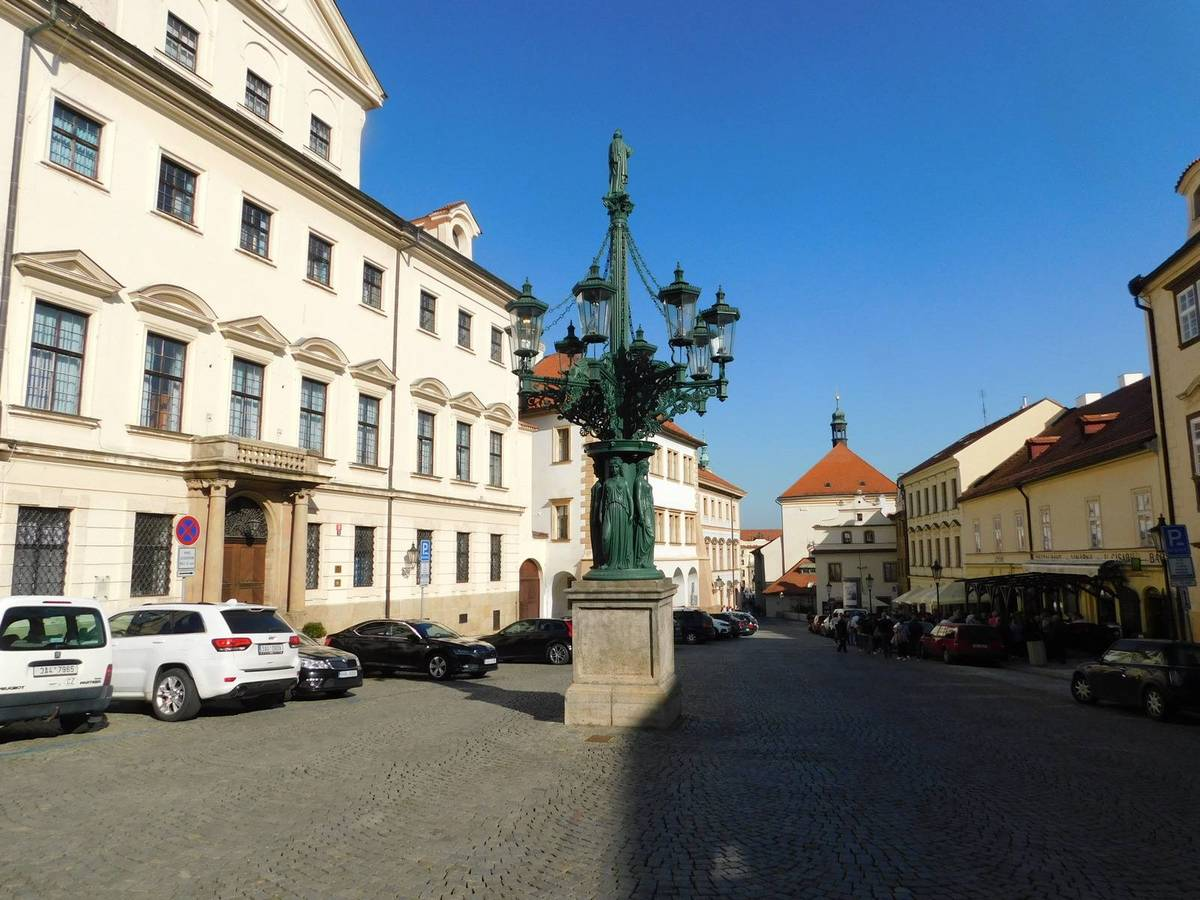
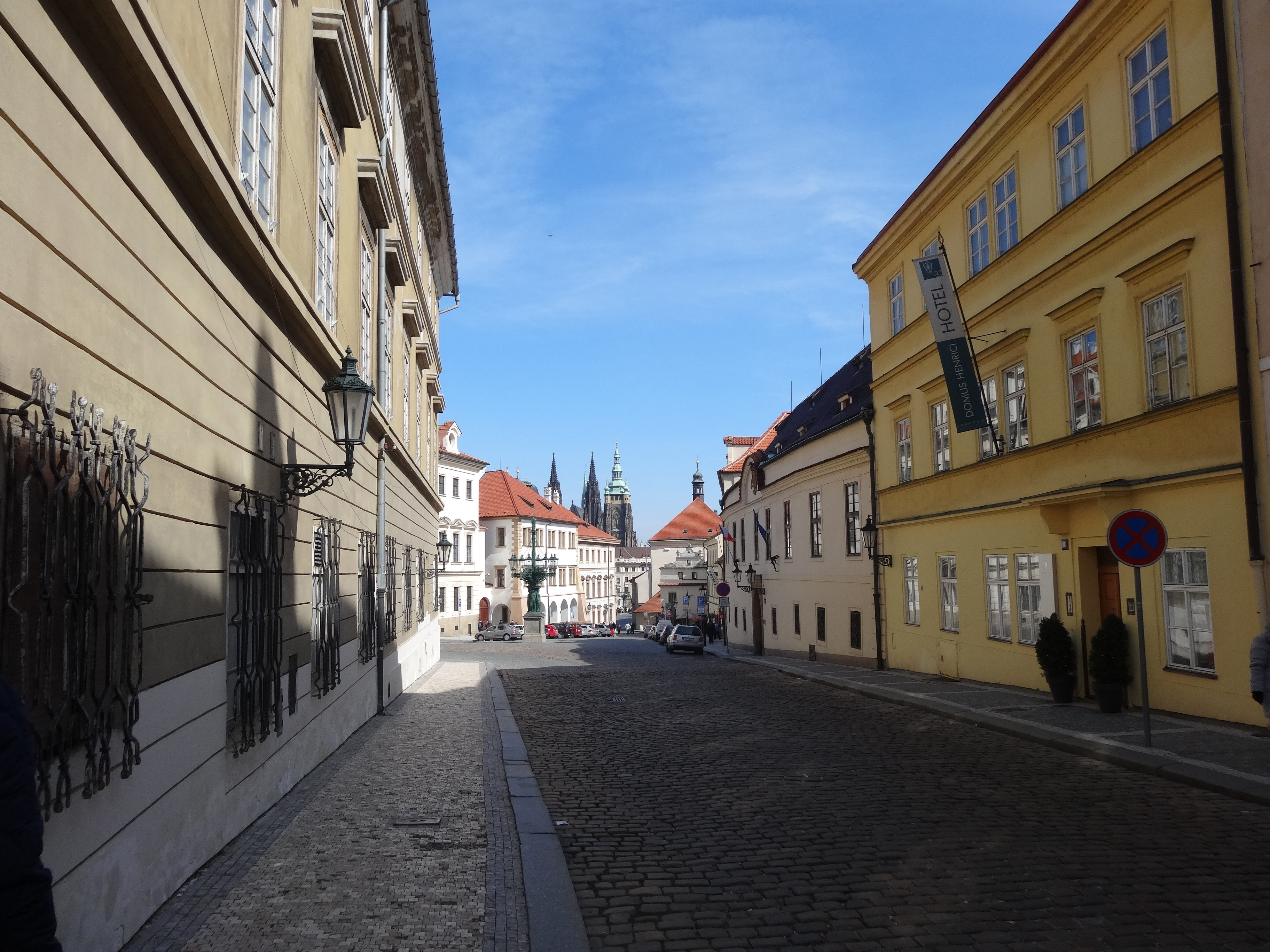
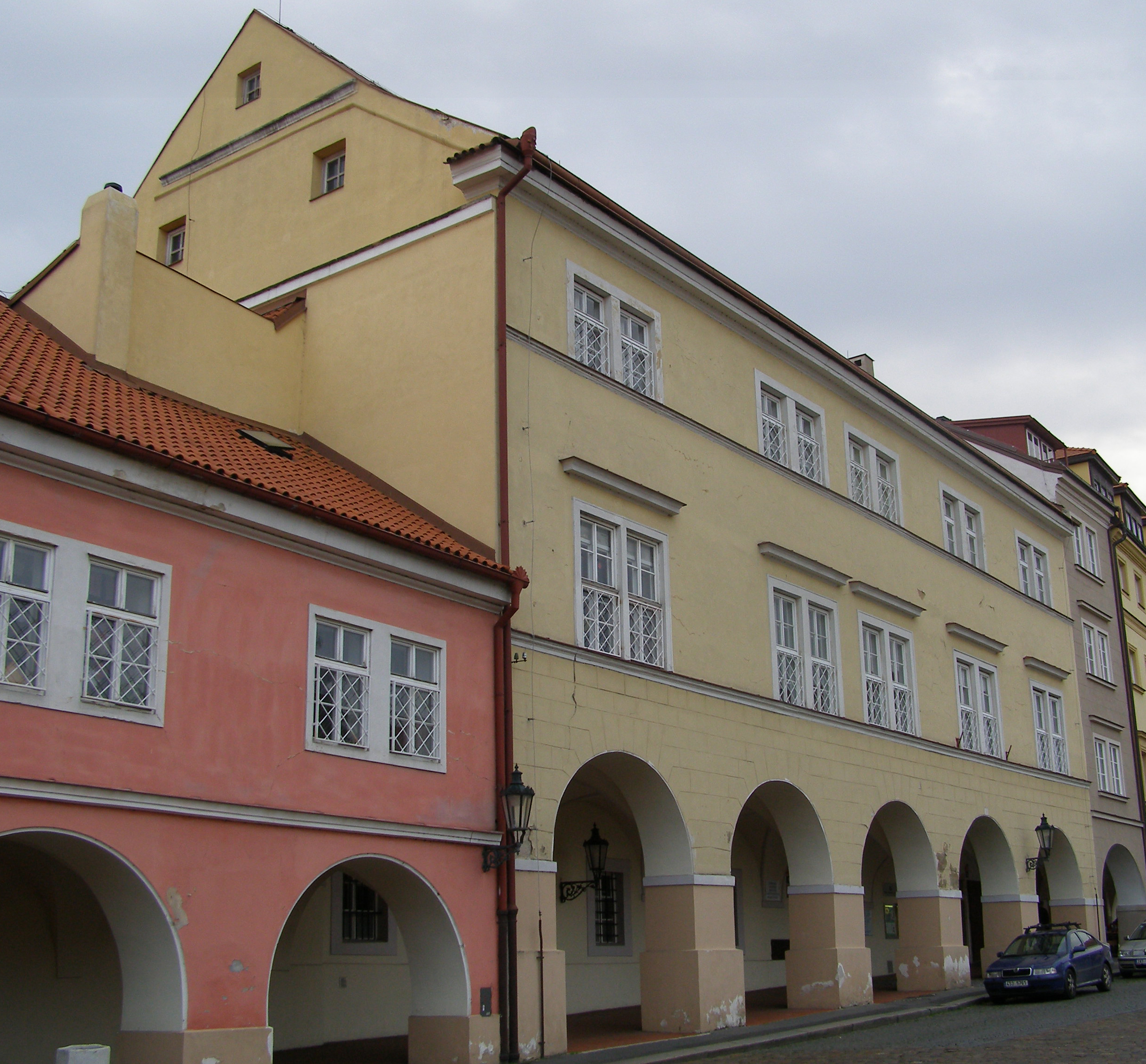
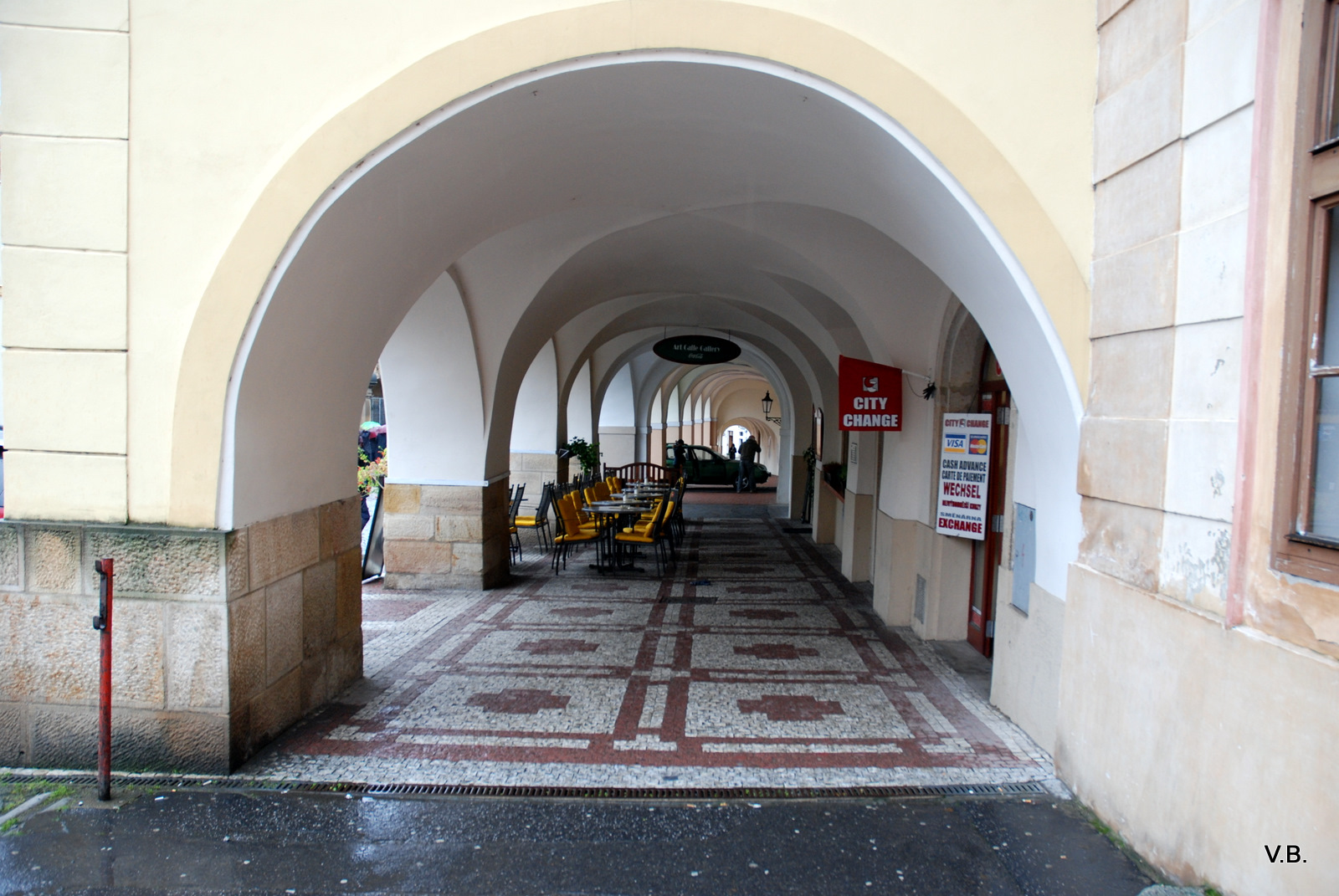
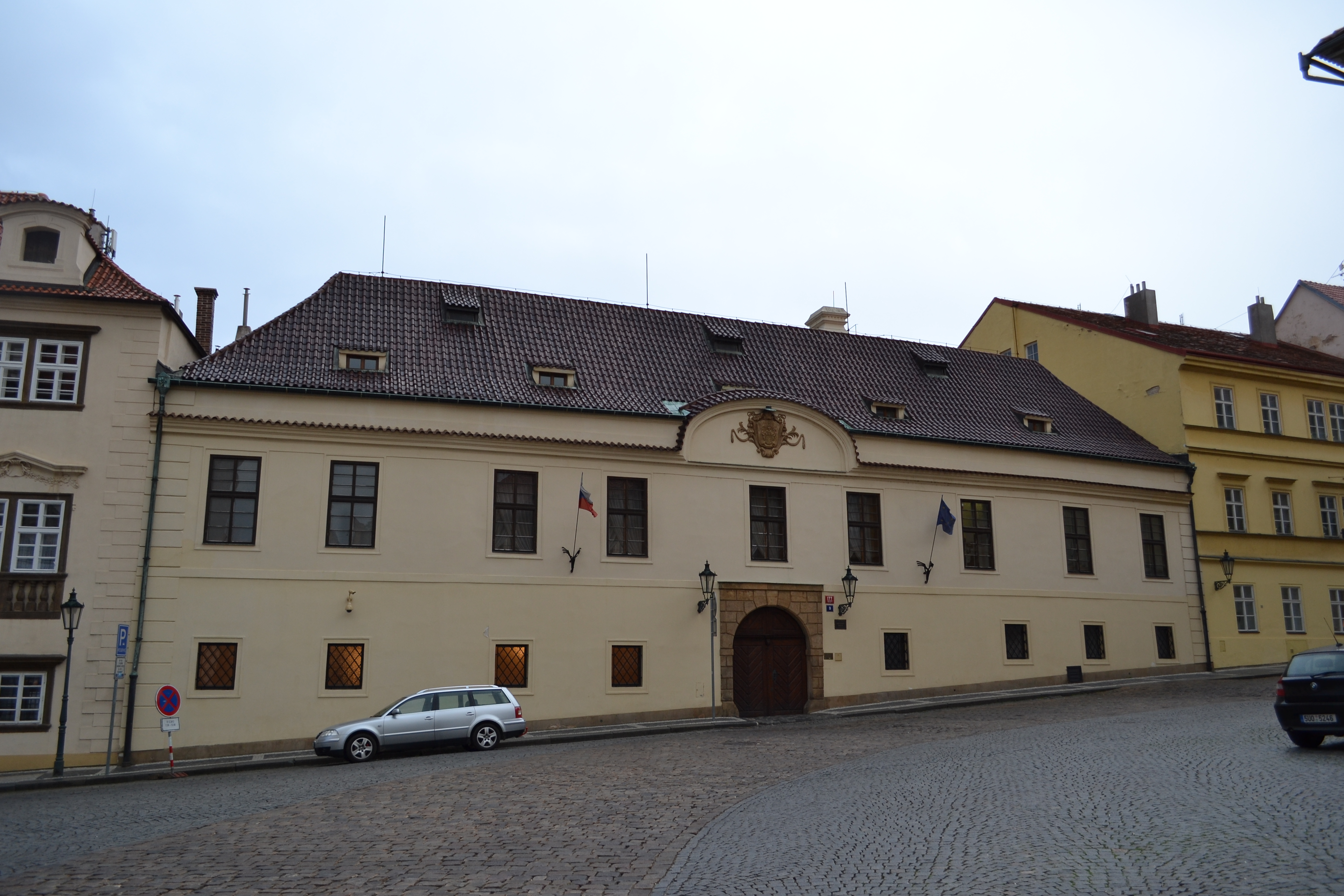